# Zhidou D1
Zhidou D1 – elektryczny mikrosamochód produkowany pod chińską marką Zhidou w latach 2014–2019.

## Historia i opis modelu

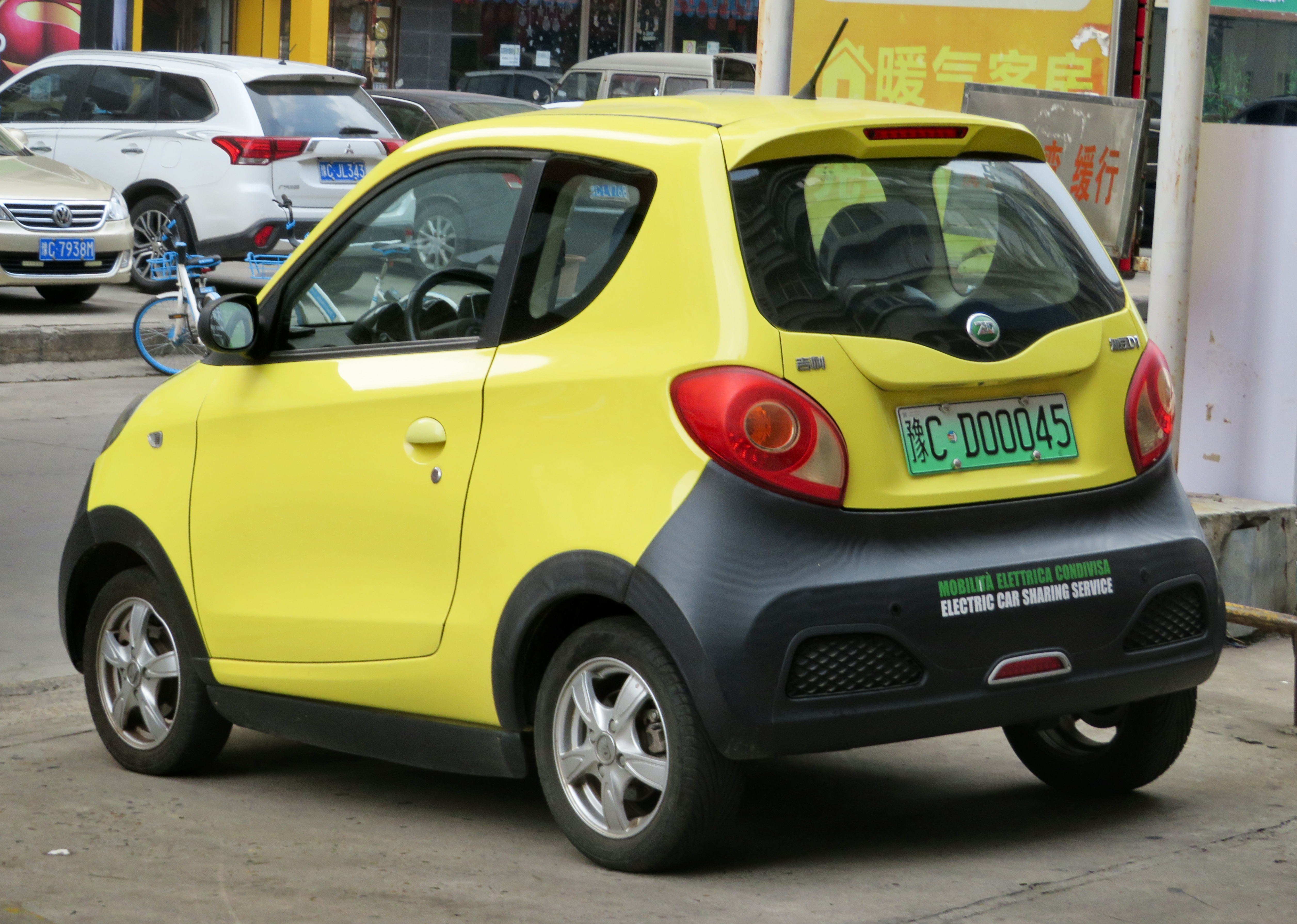
Zhidou D1 - tył

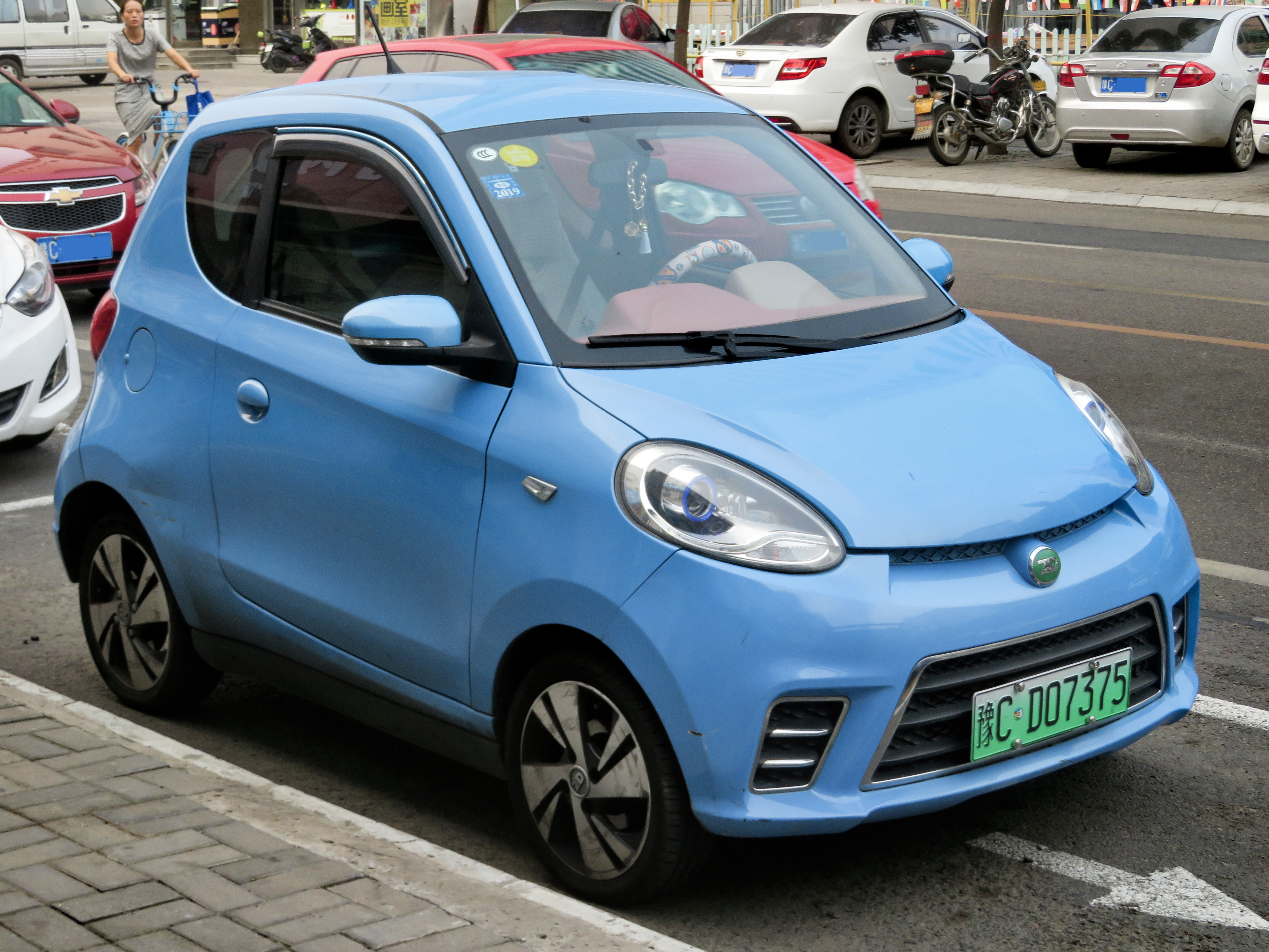
Zhidou D2

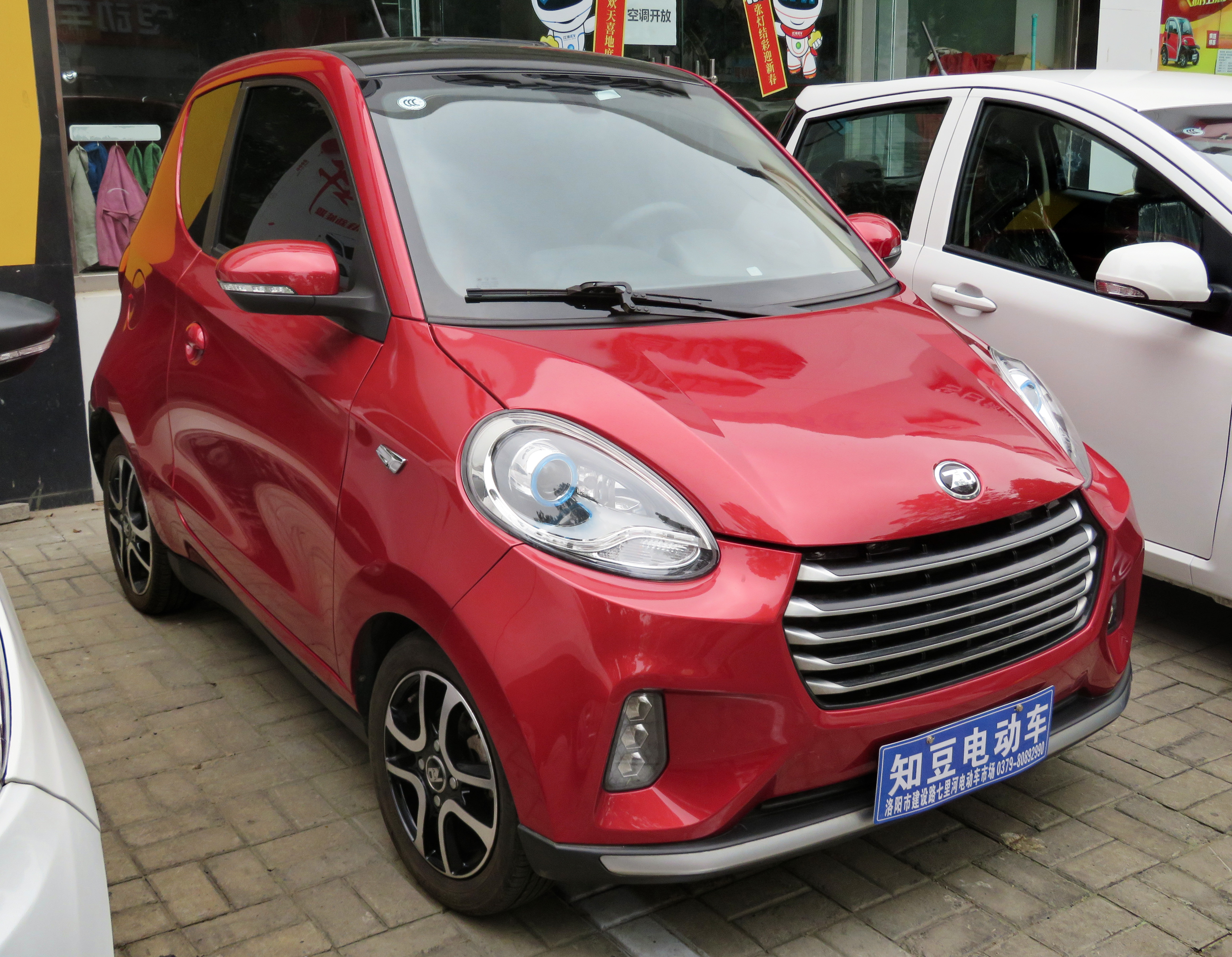
Zhidou D2S

Pierwotnie elektryczny mikrosamochód opracowany został przez chińskie przedsiębiorstwo Zotye Auto z prezentacją w listopadzie 2014 roku. W 2015 roku koncern Geely Automobile zawarł współpracę z Zotye, w ramach czego pod nowo powstałą marką Zhidou do sprzedaży wprowadzono bliźniaczy mikrosamochód D1. Samochód wyróżnia się dwubryłową sylwetką, z niewielkimi kołami, owalnymi reflektorami i podobnego kształtu lampami tylnymi, a także dużą powierzchnią przeszkloną.

### Warianty
W marcu 2016 roku Zhidou poszerzyło swoją ofertę o gruntownie zmodernizowany wariant D1 pod nazwą Zhidou D2. Samochód wyróżnia się nie tylko zmodyfikowanym wyglądem pasa przedniego z innym zderzakiem i zmodyfikowanymi wkładami lamp, ale i zmodernizowanym wyglądem tylnej części nadwozia. Pojawiło się też bogatsze wyposażenie standardowe i przeprojektowany kokpit. 
W połowie 2018 roku Zhidou przedstawiło z kolei kolejną zmodernizowaną odmianę swojego mikrosamochodu pod nazwą Zhidou D2S, którą opracowano na potrzeby rynku europejskiego. Samochód zyskał zmodernizowany pas przedni z dużym, chromowanym ozdobnikiem imitującym atrapę chłodnicy.

### Sprzedaż
Początkowo Zhidou D1 produkowane i oferowane było z myślą o wewnętrznym rynku chińskim w celu konkurowania z najtańszymi samochodami elektrycznymi ceną, jednak w 2018 roku producent rozpoczął sprzedaż modeli Z2 i Z2S także na rynku Europy Środkowej i Zachodniej. Jesienią 2018 roku spółka Electric Vehicles Poland rozpoczęła sprzedaż mikrosamochodu w Polsce, a limitowana flota testowa wprowadzona została na okres próbny w carsharingu Traficar w 2019 roku na obszarze Warszawy i Krakowa, nie umieszczając jej jednak w stałej ofercie. W sierpniu 2021 niemiecki startup Elaris rozpoczął dystrybucję Zhidou D2 na wewnętrznym rynku, wprowadzając go do sprzedaży pod własną marką jako Elaris Pio z ceną za podstawowy egzemplarz w wysokości 6000 euro. W tym samym roku przedsiębiorstwo Invicta Electric rozpoczęła dystrybucję w Hiszpanii jako Invicta D2S.

### Dane techniczne
Mikrosamochód Zhidou napędzany jest układem elektrycznym generującym moc 24 KM i 81 Nm maksymalnego momentu obrotowego. Pojemność baterii w zależności od wariantu wynosi 12 lub 15,2 kWh, z kolei zasięg pojazdu na jednym ładowaniu to 120 kilometrów.